# Alfred R. Loeblich
Alfred „Al“ Richard Loeblich, Jr. (* 15. August 1914 in Birmingham, Jefferson County, Alabama; † 9. September 1994 in Los Angeles, Kalifornien) war ein amerikanischer Mikropaläontologe und Foraminiferen-Forscher.
Sein botanisches Autorenkürzel (er beschrieb auch zu den Algen gerechnete Einzeller) lautet „Loebl.“.

## Leben
1939 heiratete er Helen Tappan (Helen Loeblich), die er beim Studium an der University of Oklahoma kennengelernt hatte. Fast alle Forschungsbeiträge und Veröffentlichungen bis zu seinem Tod leisteten beide zusammen. Dabei war Loeblich meist als Sammler und Auswerter tätig, seine Frau als Dokumentatorin. Loeblich ging nach dem Studium mit seiner Frau an die University of Chicago, lehrte danach an der Tulane University, war im Zweiten Weltkrieg eingezogen und in den 1950er Jahren Kurator an der Smithsonian Institution in Washington, D.C. 1953/54 war er mit seiner Frau in Europa, um ihre Monographien über Foraminiferen vorzubereiten. Ab 1957 war er bei der Chevron Corporation in Kalifornien als Mikropaläontologe und Leiter eines Labors angestellt. 
1964 veröffentlichte das Ehepaar zwei Bände über Foraminiferen im Rahmen des 58-bändigen Treatise on Invertebrate Paleontology, die bis heute ein Standardwerk der Mikropaläontologie sind, ebenso wie das 1989 erschienene Foraminiferal genera and classification. 
Loeblich gilt – neben seiner Frau und Joseph Cushman – als der bedeutendste Foraminiferenforscher des 20. Jahrhunderts. 1982 wurde er mit seiner Frau mit der Paleontological Society Medal der Paleontological Society geehrt und beide erhielten auch die Raymond C. Moore Medal for Paleontology (Al Loeblich 1987) und waren Ehrenmitglieder der Society for Sedimentary Geology (SEPM) - Al Loeblich 1984.
Aus der Ehe mit Helen Tappan gingen vier Kinder hervor. Einer seiner Söhne ist Alfred R. Loeblich III, ein Botaniker.

## Schriften
- mit Helen Loeblich: Treatise on Invertebrate Paleontology, Part C. Protista 2. Sarcodina, chiefly ‘Thecamoebians’ and Foraminiferida, 2 Bände 1964
- mit Helen Loeblich: Foraminiferal genera and classification, 2 Bände, Van Nostrand 1988